# Schœneck
 Schœneck  es una comuna y población de Francia, en la región de Lorena, departamento de Mosela, en el distrito de Forbach y cantón de Stiring-Wendel.
Su población en el censo de 1999 era de 2.761 habitantes. Su aglomeración urbana se limita a la propia comuna.
Está integrada en la  Communauté d'agglomération de Forbach-Porte de France .

## Demografía
| 2374 | 2128 | 2422 | 2541 | 2375 | 2761 |
| Para los censos de 1962 a 1999 la población legal corresponde a la población sin duplicidades (Fuente: INSEE [Consultar]) |      |      |      |      |      |